# Цедуна (аеропорт)
32°07′50″ пн. ш. 133°42′35″ зх. д. / 32.13056° пн. ш. 133.70972° зх. д.
Аеропо́рт «Цедуна» (англ. Ceduna Airport) — аеропорт невеличкого міста Цедуна в Південній Австралії.
Аеропорт розташованій на території колишньої бази ВПС Австралії, яка була збудована у 1939 році.

## Авіалінії та напрямки
| Авіалінії         | Сполучення |
| ----------------- | ---------- |
| Реджіонал Експрес | Аделаїда.  |